# Johann Heinrich Stamler
Johann Heinrich von Stamler (* 22. Oktober 1632 oder 22. Oktober 1634 in Aurich; † 13. Dezember 1692) war ostfriesischer Kanzler. Er hatte eine streng monarchische Gesinnung und versuchte im stetigen Streit zwischen den Grafen von Ostfriesland und den Ständen, die gräfliche Seite zu stärken.

## Vorfahren
Seine Familie kam ursprünglich aus Augsburg. Sein Vater war bereits in Ostfriesland ansässig, es handelte sich dabei um den Hofgerichtsassessor Edzard Stamler (1590–1652). Sein Onkel war Adolph Leonhardus Stamler (* 1600; † 16. August 1651), Amtmann von Friedeburg. Dessen Frau war Atlica Wiarda (* 1610; ?); Tochter des Kanzlers Dothias Wiarda (1565–1637).

## Leben
Stamler war in Aurich der Residenz der Ostfriesischen Fürsten geboren und ging hier auch wohl zur Schule. Er ging 1652 zum Studium der Rechte nach Gießen. Dort fiel er dem Kanzler6 der Universität Justus Sinolt, gen. Schütz auf. Der ihn in den Kreis seiner Schüler sowie seiner Familie aufnahm. Er promovierte im Mai 1657 mit der aufsehenerregenden Schrift: De reservatis imperatoris Romano-Germanici. Er trat dort für eine starke kaiserliche Zentralmacht ein. Damit trat er auch in Gegensatz zu Bogislaw Philipp von Chemnitz der unter dem Namen Hippolithus a Lapide die einflussreiche Schrift Dissertatio de ratione status in imperio nostro Romano-Germanico veröffentlicht hatte. Dieser sah die Stände als zentrales Organ.
Nach seiner Rückkehr nach Aurich wurde er 1663 Regierungsrat unter Fürst Georg Christian (1634–1665). Nach dem frühen Tod Georg Christians übernahm seine Frau Christine Charlotte für ihren Sohn Christian Eberhard die Macht. So wurde Stamler einer der einflussreichsten Ratgeber. Bereits 1668 forderten die Stände seine Absetzung. Im Jahr 1679 wurde er zum Geheimen Rat und Vizekanzler ernannt, später zum Kanzler und damit zum Leiter der gräflichen Politik. Es waren bewegte Zeiten im Streit zwischen den Ständen und den Grafen, rief man immer wieder fremde Mächte . Die Holländer waren in Emden und Leerort stationiert, die Preußen in Greetsiel und Emden, 1663 besetzen Münsterländer Truppen die Hampoeler und die Dieler Schanze, wurden aber von den Holländern wieder vertrieben.
Im Jahre 1677 war Stamler Vertreter der Gräfin bei Unterhandlungen in Bremen. Der Kaiser hatte den Grafen von Windisch-Graetz entsandt, um zu vermitteln. 1678 verhandelte Stamler den Abzug der Münsterländischen Truppen in Rheine. Als die Fürstin 1686 nach Wien ging, war auch Stamler bei der Delegation. Dort wurde er am 28. September 1686 als Edler von Stamler in den Adelstand erhoben.
In den folgenden Jahren spitzte sich der Streit zwischen den Ständen und dem Fürstenhaus Ostfriesland weiter zu, auch der Kurfürst von Brandenburg konnte die Lage nicht beruhigen. So starb der Kanzler am 13. Dezember 1692. Sein Tod und der Abtritt der Grafin ließen den neuen Grafen Christian Eberhard die Möglichkeit mit den Ständen schnell zu einem Kompromiss zu kommen.
1690 bekam Stamler das Gut Stempel zum Lehen. Nach seinem Tod wurde sein Sohn 1694 damit belehnt. Da dieser nur Töchter hatte, fiel es 1704 als Mann-Lehen an die Grafen zurück.

## Familie
Am 22. April 1658 heiratete Stamler Eva Catharina Maria Sinolt. Die Tochter von Justus Sinold gen. Schütz (1592–1657). Der Braunschweig-Lüneburg’sche Kanzler Johann Helwig von Sinold war der Bruder seiner Frau.
Sein Sohn Edzard Jost von Stamler (28. März 1672 bis 30. Oktober 1704) war gräflicher Hofmeister und mit der Hofdame Hedwig Dorothea von Gustedt (12. September 1671 bis 21. Oktober 1738) verheiratet.

## Werk
- De Reservatis Imperatoris Romano-Germanici, Acroama Inaugurale, 1657, Digitalisat
- mit Johann Helwig Sinold gen. Schütz, Discursus juridicus de pluspetitionibus, 1655, Digitalisat